# Ђорђе Митровић
Ђорђе Митровић (1870–1940) био је драгачевски каменорезац из Тијања. Припада групи мање познатих, али цењених клесара. Једини је коме је у споменик уклесано да је био „каменописац”.

## Живот
О животу овог мајстора мало се зна, осим да је био „књигољубац”, што потврђују дуги епитафи које је урезивао на надгробнике и крајпуташе.

## Дело
Припада групи мајстора који су се угледали на дело самоуког Живка Јаћимовића, родоначелника пуховског клесарског круга. Споменике је израђивао од пешчара из локалног мајдана камена.
Одликује га добар занатски рад, али без посебног надахнућа. На споменике је урезивао крстове и Распећа са анатомски прецизно приказаним Христом. Уклесани орнаменти, алати и предмети сведоче о занимањима и социјалном статусу покојника.
Потписивао се црном бојом (Достанића гробље у Турици, Зеоке).

## Епитафи
Карактеристични су натписи на крајпуташима палим ратницима:
Крајпуташ Савку Милованковићу (†1876) (Тијање)
Овај споменик
показује име краброг воиника
I-ве чете Драгачевског батаљона
САВКА МИЛОВАНКОВИЋА
из Тијања
кои погибе на Сувом рту
17. јула 1876 год.
борећи се с Турцима
за веру и отачаство српско:
Споменик подиже синовац његов
Мића Милованковић из Тијања
Писа Ђорђе В. Митровић
Крајпуташ Милутину Гавриловићу (†1913) (Тијање)
Овај споменик
показује нашег брата
МИЛУТИНА ГАВРИЛОВИЋА
из Тијања
бившег храброг војника
4 чете 1 батаљона 10 пешадијског пука
сталног кадра
који ратова против Турака 1912.год.
Погину за добро отаџбине
у борби против Арнаута
у селу Васјату у Арбанији
13 септембра 1913 г.
у 21 години своје младости.
Бог да га прости.
Спомен му подигоше:
брат Миљко; жена Драгојла;
син Драгиша и кћер Десанка
у 1921 г.
Писа Ђорђе В. Митровић
16–9–[1]921 г.